# Аррасский договор (1482)
Аррасский договор подписали 23 декабря 1482 года в городе Аррас французский король Людовик XI и сын императора Священной Римской империи эрцгерцог Максимилиан в присутствии представителей сословий городов Фландрии. Договор завершил войну за Бургундское наследство.
После гибели бургундского герцога Карла Смелого в битве при Нанси большинство его владений должна была унаследовать его единственная дочь Мария Бургундская. Земли, выделенные королём Иоанном II в качестве апанажа предкам Карла Смелого, включая непосредственно само герцогство Бургундское с центром в Дижоне, согласно Салическому закону не могли быть унаследованны женщиной и возвращались во владение старшей ветви дома Валуа. Однако Людовик XI рассчитывал присоединить к королевскому домену и другие территории. Между ним и Максимилианом, сыном императора и мужем Марией Бургундской, дочери Карла Смелого, начались военные действия, кульминацией которых явилось состоявшееся в 1479 году сражение при Гиннегате, завершившееся в пользу Максимилиана и Марии.
Мария скончалась 27 марта 1482 года. Её права унаследовал её малолетний сын Филипп. Фламандские города отказались признать регентство его отца Максимилиана и опеку над Филиппом, как графом Фландрии, взял совет из представителей сословий.
Договор был призван урегулировать конфликт путём легитимизации аннексий французского короля через династический брак. В соответствии с условиями договора, Маргарита — дочь Максимилиана — должна была выйти замуж за французского дофина (будущего короля Карла VIII), принеся французской короне в качестве приданого Бургундское графство (Франш-Конте) и графство Артуа, а также графства Шароле, Макон, Осер и другие сеньории и замки в Бургундии, формально не входившие в бургундский апанаж. До совершения брака эти земли передавались в управление королю Франции.
Графство Фландрия отходило Филиппу с условием принесения за неё вассальной клятвы французскому королю. Остальные владения, входившие в состав Священной Римской империи (Брабант, Голландия, Люксембург и прочие), утверждались за Филиппом.
В случае, если брак не состоится, приданое возвращалось Филиппу (или его наследникам), также с условием принесения им вассальной клятвы королю Франции за эти владения.
Обручение состоялось в 1483 году незадолго до смерти Людовика XI, а в 1491 году помолвка была расторгнута и Карл VIII женился на наследнице Бретани. Владения, входившие в приданое Маргариты, были им удержаны. Окончательно вопросы, связанные с бургундским наследством, разрешил в 1493 году Санлисский договор.